# Јуда Искариотски
Јуда Симонов Искариотски је био један од дванаест апостола, следбеника Исуса Христа. Назив Искариотски је добио по крају одакле потиче, Кариоту.

## Издаја Исуса Христа
Јуда Искариотски је (према Новом завету) највише познат као издајник Исуса Христа, којег је одао након Последње вечере Фарисејима у Гетсеманскоме врту са пољубом на леву страна лица. Такав чин подмуклог издајства се и данас зове јудин пољубац. Јуда је издао Исуса Христа за 30 сребреника (тирских шекела) које му је платио јеврејски свештеник Кајафа. 

## Смрт
Након тога што је увидио шта је урадио, Јуда Искариотски је (према Матејевом јеванђељу) вратио новац фарисејима а потом се обесио о дрво названо лат. Cercis Siliquastrum које се данас зове Јудино дрво.